# Посёлок Шевлягинского завода
Посёлок Шевлягинского завода — посёлок в Раменском муниципальном районе Московской области. Входит в состав сельского поселения Новохаритоновское. Население — 14 чел. (2010).
Посёлок Шевлягинского завода расположен в восточной части Раменского района, примерно в 20 км к востоку от города Раменское. Высота над уровнем моря 134 м. Ближайший населённый пункт — деревня Шевлягино.
До муниципальной реформы 2006 года посёлок входил в состав Новохаритоновского сельского округа Раменского района.

## Население
| 2002 | 2010 |
| ---- | ---- |
| 25   | ↘14  |

По переписи 2002 года в посёлке проживало 25 человек (11 мужчин, 14 женщин).